# Ezekiel Kiptoo Chebii
Ezekiel Kiptoo Chebii (* 3. Januar 1991) ist ein kenianischer Langstreckenläufer, der sich auf Straßenläufe spezialisiert hat.
2009 wurde er Fünfter beim Singelloop Utrecht und 2010 Vierter beim 10-km-Bewerb des Paderborner Osterlaufs. 2011 wurde er Vierter beim Nizza-Halbmarathon und Zweiter beim Bredase Singelloop.
2012 blieb er als Dritter beim Berliner Halbmarathon mit 59:22 min erstmals unter einer Stunde und stellte beim Lille-Halbmarathon mit 59:05 min einen Streckenrekord auf.
2013 wurde er Zwölfter beim RAK-Halbmarathon und jeweils Fünfter beim CPC Loop Den Haag und beim Nizza-Halbmarathon. Beim Rotterdam-Marathon wirkte er als Tempomacher.
Chebii siegte im japanischen Ōtsu beim Lake Biwa Marathon 2017 in einer Zeit von 2:09:06 h vor Vincent Kipruto. Im Jahr darauf wurde er in Otsu Achter mit einer Zeit von 2:11:00 h.

## Bestzeiten
- 10-km-Straßenlauf: 27:54 min, 3. April 2010, Paderborn
- Halbmarathon: 59:05 min, 1. September 2012, Lille
- Marathon: 2:06:07 h, 16. Oktober 2016, Amsterdam